# Ozyptila geumoensis
Ozyptila geumoensis är en spindelart som beskrevs av Seo och Sohn 1997. Ozyptila geumoensis ingår i släktet Ozyptila och familjen krabbspindlar. Inga underarter finns listade i Catalogue of Life.